# Eperiella
Eperiella es un género de arañas araneomorfas de la familia Micropholcommatidae. Se encuentra en Tasmania y en Chile.

## Lista de especies
Según The World Spider Catalog 12.0:
- Eperiella alsophila Rix & Harvey, 2010
- Eperiella hastings Rix & Harvey, 2010